# Shandurpas
Shandur Top of de Shandurpas (Urdu: شبدور توپ; Engels: Shandur Pass) is een bergpas over de Hindu Raj in het noorden van Pakistan. De pas verbindt de Chitralvallei in de regio Khyber-Pakhtunkhwa met de Ghizervallei in de regio Gilgit-Baltistan. De pashoogte wordt gevormd door een weids plateau op ongeveer 3700 m hoogte, waar een groot bergmeer (Shandurmeer) ligt. De pasweg is doorgaans geopend tussen eind april en begin november.
De Shandurpas is het toneel van een jaarlijks driedaags polotoernooi tussen de beste teams van Chitral en Gilgit, waar een festival omheen georganiseerd wordt. Elk jaar trekt het toernooi duizenden bezoekers. 
Traditioneel wordt polo al sinds de 6e eeuw in Centraal-Azië gespeeld. Lokale heersers waren vaak patronen van poloteams die tegen elkaar speelden. De jaarlijkse wedstrijd op de Shandurpas werd in 1936 voor het eerst georganiseerd. De wedstrijd verloopt volgens traditionele regels, wat erop neerkomt dat er nauwelijks regels zijn.